# Бор (Киришский район)
Бор — деревня в Глажевском сельском поселении Киришского района Ленинградской области.

## История
Впервые упоминается в Писцовой книге Водской пятины 1500 года как деревня Бор в Солецком на Волхове погосте Новгородского уезда.
Деревня Бор, состоящая из 24 крестьянских дворов, обозначена на карте Санкт-Петербургской губернии Ф. Ф. Шуберта 1834 года.

БОР — деревня принадлежит полковнице Хвостовой, число жителей по ревизии: 87 м. п., 107 ж. п. (1838 год)

Как деревня Бор из 24 дворов она обозначена на специальной карте западной части России Ф. Ф. Шуберта 1844 года.

БОР — деревня госпожи Хвостовой по просёлочной дороге, число дворов — 26, число душ — 66 м. п. (1856 год)

БОР — деревня казённая при реках Оломне и Волхове, число дворов — 39, число жителей: 93 м. п., 115 ж. п.; Часовня православная. (1862 год)

В конце XIX — начале XX века деревня административно относилась к Солецкой волости 5-го земского участка 1-го стана Новоладожского уезда Санкт-Петербургской губернии.
По данным «Памятной книжки Санкт-Петербургской губернии» за 1905 год деревня Бор образовывала Борское сельское общество.

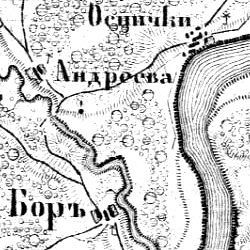
Деревня Бор на карте 1915 года

С 1917 по 1923 год деревня Бор входила в состав Боровского сельсовета Солецкой волости Новоладожского уезда.
С 1923 года в составе Глажевской волости Волховского уезда.
С 1924 года в составе Андреевского сельсовета.
Согласно данным переписи населения СССР 1926 года в деревне Бор проживали 328 человек — большинство русские, а также татары.
С 1927 года в составе Андреевского района.
С 1931 года в составе Киришского района.
Согласно карте Ленинградской области Северо-западного аэрогеодезического треста ГГУ издания 1932 года деревня насчитывала 38 крестьянских дворов. В деревне находились две ветряных мельницы.
По данным 1933 года деревня Бор входила в состав Андреевского сельсовета Киришского района.

План деревни Бор. 1937 год

Согласно топографической карте РККА 1937 года деревня насчитывала 78 крестьянских дворов. В деревне была своя школа. В деревне был организован колхоз «Красный Бор».
В 1939 году население деревни Бор составляло 330 человек. Согласно переписи населения СССР 1939 года в деревне Бор проживали 171 мужчина и 159 женщин, всего 330 человек.
С 1963 года в составе Волховского района.
С 1965 года вновь в составе Киришского района. В 1965 году население деревни Бор составляло 165 человек.
По данным 1966 и 1973 годов деревня Бор также входила в состав Андреевского сельсовета.
По данным 1990 года деревня Бор входила в состав Глажевского сельсовета.
В 1997 году в деревне Бор Глажевской волости проживали 125 человек, в 2002 году — 106 (русские — 84 %).
В 2007 году в деревне Бор Глажевского СП проживал 101 человек, в 2010 году — 75.

## География
Деревня расположена в западной части района на автодороге 41А-006 (Зуево — Новая Ладога).
Расстояние до административного центра поселения — 18 км.
Расстояние до ближайшей железнодорожной станции Андреево — 3 км.
Деревня находится на левом берегу реки Оломна.

## Демография
| 1838 | 1862 | 1997 | 2002 | 2007 | 2010 | 2017 |
| ---- | ---- | ---- | ---- | ---- | ---- | ---- |
| 194  | ↗208 | ↘125 | ↘106 | ↘101 | ↘75  | ↗98  |

### Национальный состав
Согласно данным Всероссийской переписи населения 2021 года в деревне проживали 138 человек, из них:
 русские — 134, мордва — 1, таджики — 1, украинцы — 1, цыгане — 1 человек.